# Stazione di Simaxis
Stazione di Simaxis vasútállomás Olaszországban, Szardínia régióban, Simaxis településen.

## Vasútvonalak
Az állomást az alábbi vasútvonalak érintik:
- Cagliari–Golfo Aranci Marittima-vasútvonal

## Kapcsolódó állomások
A vasútállomáshoz az alábbi állomások vannak a legközelebb: 
- Stazione di Solarussa
- Stazione di Oristano